# بیوترم

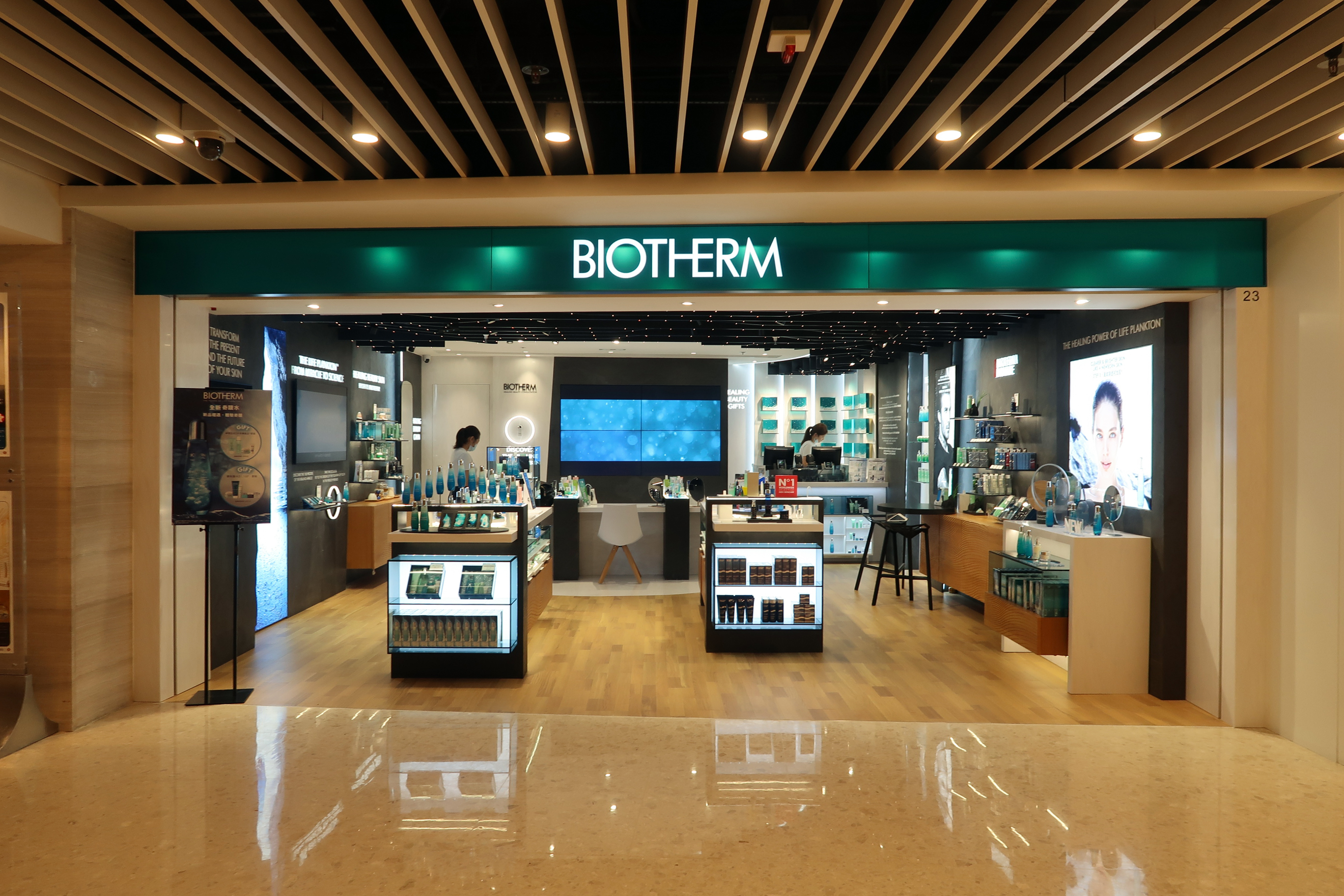
فروشگاه بیوترم در بازار بزرگ سیتی‌لینک پلازا هنگ کنگ

بیوترم (انگلیسی: Biotherm) یک شرکت فرانسوی مراقبت از پوست است که متعلق به بخش محصولات لوکس لورئال است. بیوترم توسط لورئال در سال ۱۹۷۰ خریداری شد.